# Sonny Onoo
Sonny Onoo, pseudonimo di Kazuo Ishikawa (29 luglio 1962), è un ex manager di wrestling ed attore giapponese naturalizzato statunitense.
È principalmente noto per il periodo trascorso nella World Championship Wrestling tra 1995 e il 1999 come manager di molti lottatori giapponesi.

## Titoli e riconoscimenti
- Wrestling Observer Newsletter
  - Worst Manager (1996–1999)

## Filmografia
- Fearless Tiger, regia di Ron Hulme (1991)